# Theresienwiese

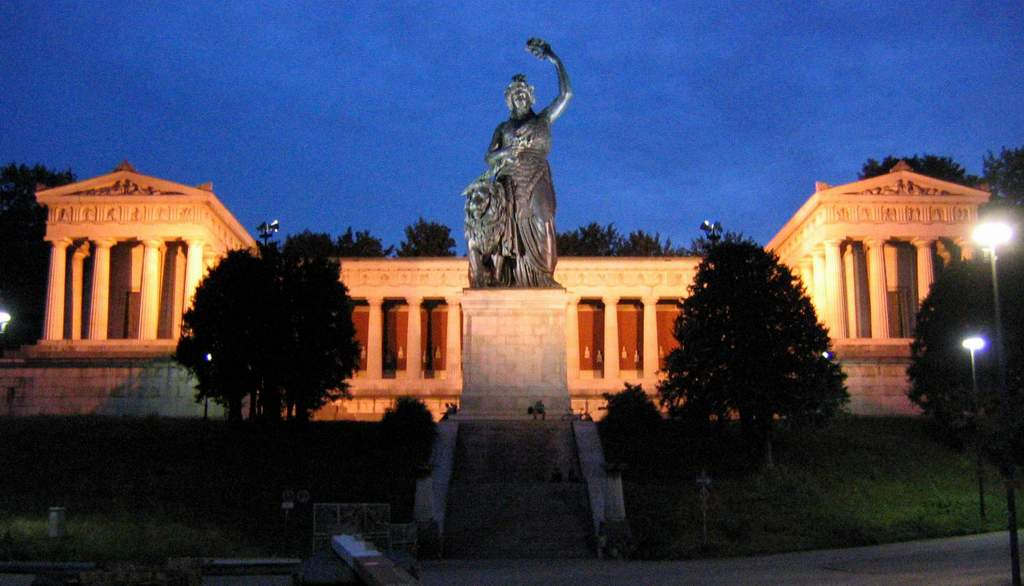
Estatua de Bavaria en la Theresienwiese.

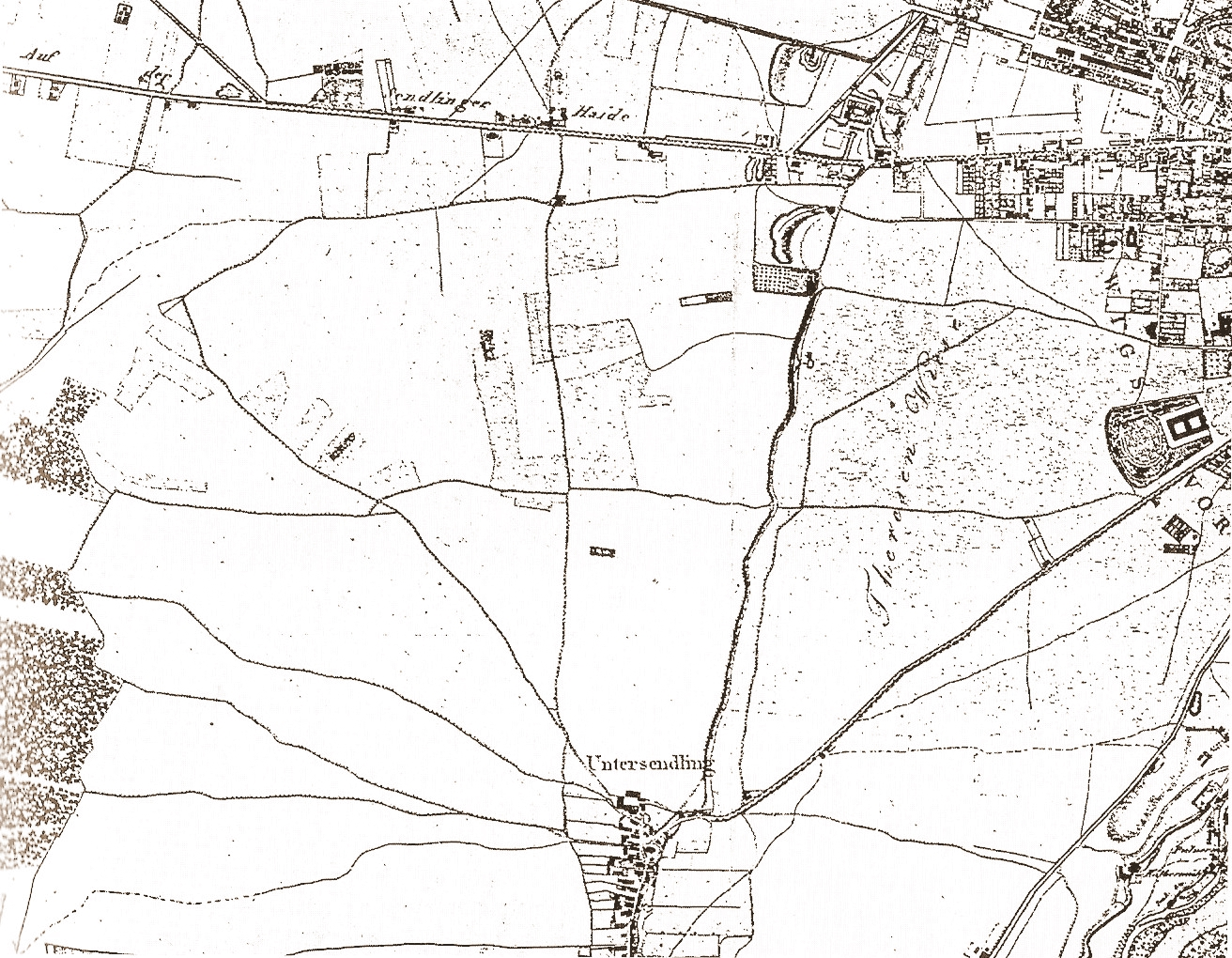
Mapa de Múnich y Sendling con Theresienwiese, 1812.

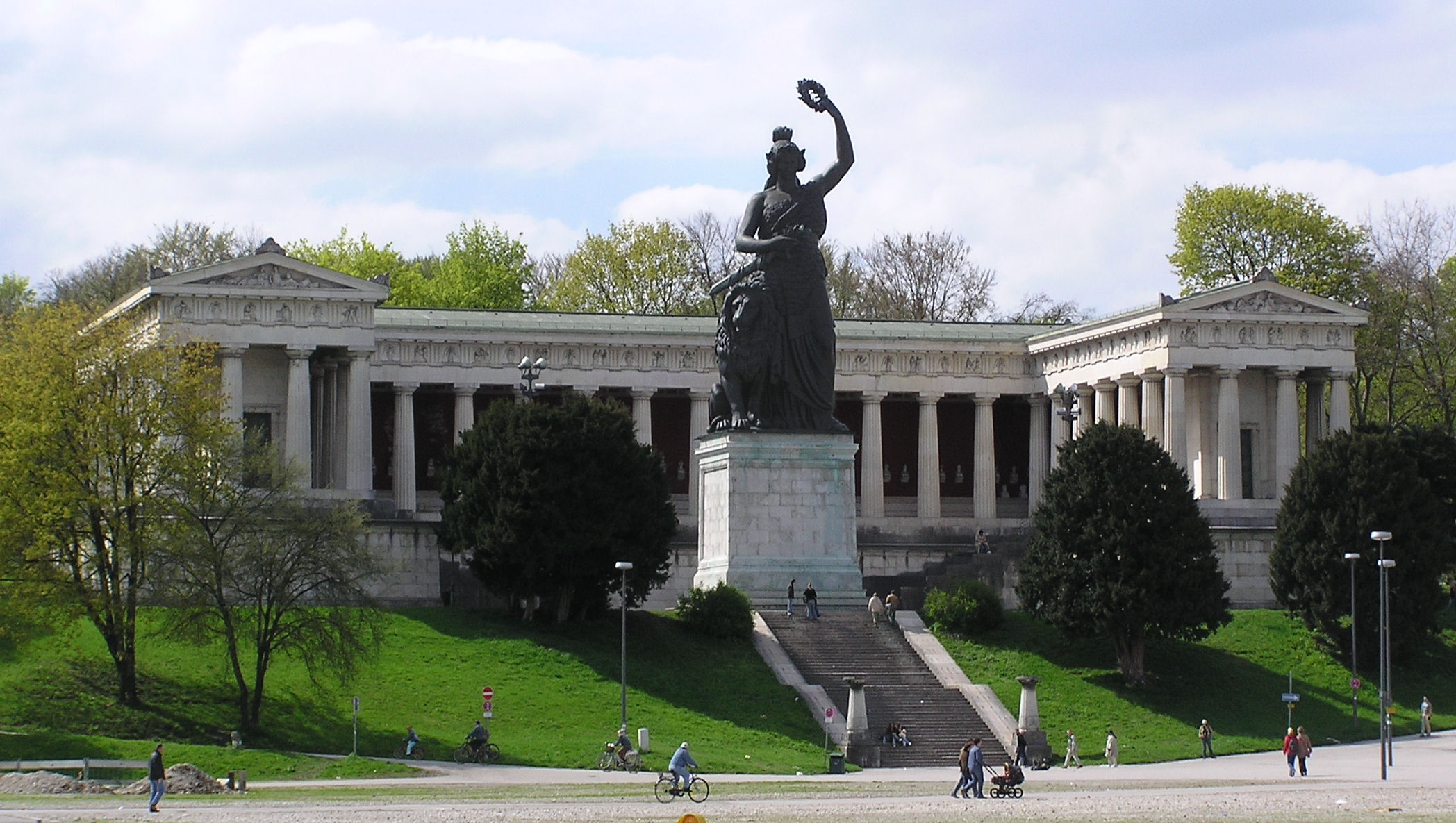
Estatua de Bavaria en la Theresienwiese.

El conocido como Theresienwiese (prado de Teresa) es un prado situado en el oeste del centro de la ciudad alemana de Múnich. 
Se trata de un descampado de aproximadamente 46 hectáreas. En uno de sus lados se sitúa el Ruhmeshalle (salón de la fama) de Leo von Klenze, presidido por la colosal estatua de Bavaria, del escultor Ferdinand von Miller, un símbolo del Estado de Baviera modelado como una amazona germánica, y al otro lado del prado se halla la iglesia de San Pablo.
Recibe el nombre de Theresienwiese porque fue en este lugar donde el pueblo celebró los esponsales del rey Luis I de Baviera con la princesa Teresa de Sajonia-Hildburghausen. 
Los festejos gustaron tanto a la familia real, que ordenaron que se repetieran todos los años, dando lugar al conocido Oktoberfest, la “fiesta de octubre”.
En el Theresienwiese se sitúa una de las estaciones del metro de Múnich, en la que paran dos de sus líneas: la U4 y la U5. En las inmediaciones también se encuentra la Estación Ferroviaria Central de dicha ciudad.
- Datos: Q700887
- Multimedia: Theresienwiese (München) / Q700887